# Tkemali
A tkemali (grúz nyelven: ტყემალი) a grúzoknál népszerű, szilvából készült savanykás szósz. Az alapja a vadon növő mirabolán szilva, a gyümölcs érettségétől függően készíthető belőle zöld, sárga és piros tkemali is. A mártás íze változó, de általában csípős jellegű. A tartóssági szint növelése érdekében az elkészítés során alkalmanként édesebb típusú szilvát is adnak hozzá.
A tkemalit sült- vagy grillezett hús-, baromfi- és burgonyaételekhez használják. A grúz konyha ételeiben hasonló helyet foglal el, mint az Egyesült Államokban a ketchup. Otthon is elkészíthető, de számos grúz és orosz cég tömeggyártásban is előállítja.

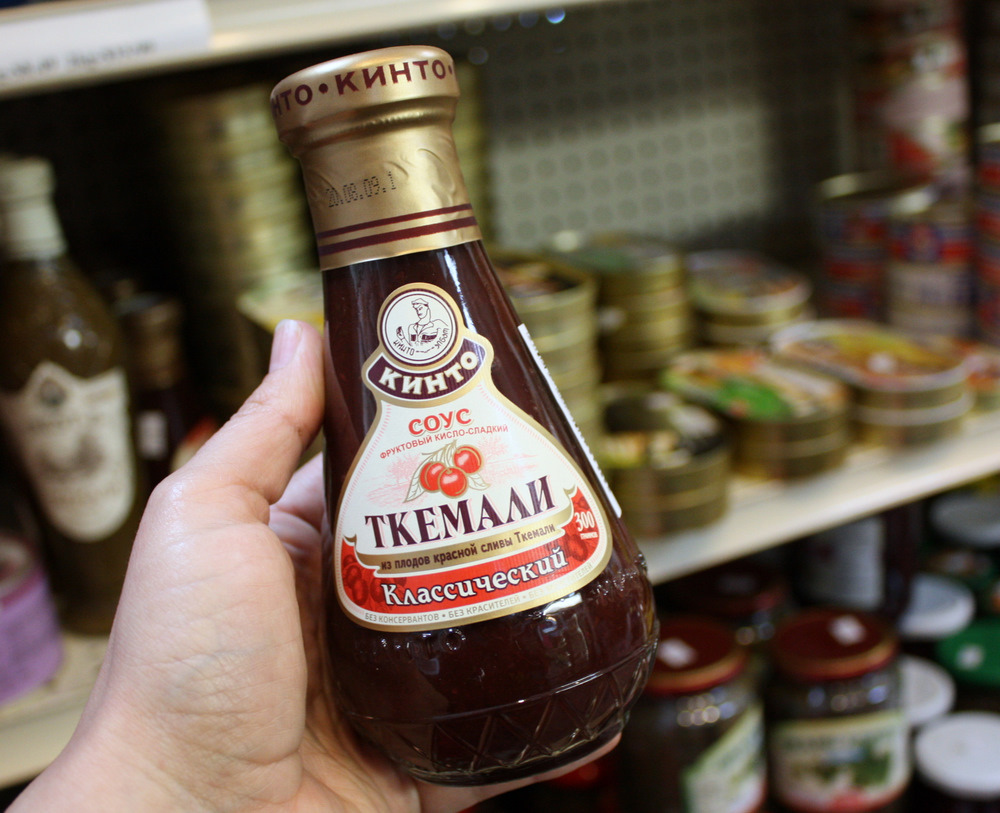
Tkemali palackban

## Elkészítése
Hagyományosan, a szilva mellett a következő összetevőket használják: fokhagyma, ánizs,  koriander, kapor, csilipaprika és só. Más receptekben találni olyan összetevőket, mint az alma, paradicsom, cukor, bazsalikom, őrölt köménymag, olívaolaj, citromlé, ecet. A tkemaliban hagyományosan lehet csombormenta is.
A megmosott szilvákat 3 dl vízzel 30–40 percig főzik. 15 perccel a főzés vége előtt adják hozzá az aprított zöldfűszereket. Ezután átpasszírozzák a szilvát egy nagy lyukú szűrön, hogy a magja és a héja fennakadjon. Tovább főzik a szilvahúst takarékon, amíg besűrűsödik. Végül beleteszik a tört fokhagymát, a csilipaprikát, a borsot, az ánizst, és felforralják a keveréket, majd lehűtik.

## Fordítás
- Ez a szócikk részben vagy egészben  a   Tkemali című angol Wikipédia-szócikk ezen változatának fordításán alapul.  Az eredeti cikk szerkesztőit annak laptörténete sorolja fel. Ez a jelzés csupán a megfogalmazás eredetét és a szerzői jogokat jelzi, nem szolgál a cikkben szereplő információk forrásmegjelöléseként.